# Lepthyphantes longihamatus
Lepthyphantes longihamatus là một loài nhện trong họ Linyphiidae.
Loài này thuộc chi Lepthyphantes. Lepthyphantes longihamatus được Robert Bosmans miêu tả năm 1985.